# Нюрнбергски митинги
Нюрнбергските митинги (на немски: Reichsparteitag) са митинги на Националсоциалистическата германска работническа партия (НСДАП), провеждани в Нюрнберг в периода 1923 – 1938 г.
До голяма степен целта им е пропагандна, както и подсилването на култа към Адолф Хитлер, който изнася речи на всяко събиране. Отличава се със зрелищност и присъствието на огромен брой хора, както и на военни формирования. Броят на присъстващите е до 500 000 към края на 1930-те години. Много филми са правени, за да ги почетат, най-известният от които е „Триумф на волята“ и „Победата на вярата“ на Лени Рифенщал.

## История
Първите митинги на нацистката партия се състоят през 1923 г. в Мюнхен и през 1926 г. във Ваймар. От 1927 г. те се провеждат изключително в Нюрнберг. Партията избира Нюрнберг заради прагматични причини: в центъра е на германския Райх и местния Luitpoldhain (преустроен парк) е подходящ за място. Освен това, нацистите могат да разчитат на добре организирания локален клон на партията във Франкония. Нюрнбергската полиция е съпричастна на събитието.
По-късно мястото е нарочено от нацистката партия, като се позовават на мястото на създаване на Свещената Римска империя, считана за Първия Райх. След 1933 г. митингите се провеждат близо до времето на есенното равноденствие, под заглавието „Националните дни на германските народи“ (Reichsparteitage des deutschen Volkes), която има за цел да символизира солидарността между германския народ и нацистката партия. Тази точка е допълнително подчертана от годишния нарастващ брой участници, който накрая достигна над половин милион от всички части на партията, армията и държавата.

## Пропагандни филми
Официалните филми за митингите започват през 1927 г. със създаването на филмовото студио на НСДАП. Най-известните филми са създадени от Лени Рифенщал за митингите между 1933 и 1935 г. Относно темата на митинга, той нарича първия си филм „Победа на вярата“ (Der Sieg des Glaubens). Този филм е изваден от употреба след Нощта на дългите ножове, въпреки че копие от него има във Великобритания и е предоставен в интернет архива за публично гледане. Митинга от 1934 г. се превръща в място за наградения „Триумф на волята“ (Triumph des Willens). Няколко генерали във Вермахта протестират срещу минималното присъствие на армията във филма: Хитлер очевидно предлага да се промени филмът, за да се усмирят генералите, но Рифенщал отказва предложението му.
Митингите за 1936 и 1937 г. са обхванати само в 21 минути.